# Hugh Maude de Fellenberg Montgomery
Hugh Maude de Fellenberg Montgomery (* 5. Dezember 1870 in Blessingbourne, County Tyrone; † 22. Januar 1954 ebenda) war ein britischer Heeresoffizier, zuletzt im Rang eines Major-General. Nach seinem Ausscheiden aus der British Army bekleidete er verschiedene zivilgesellschaftliche Ämter und Posten in Nordirland.

## Leben
Hugh Maude de Fellenberg Montgomery war der älteste Sohn des nordirischen Großgrundbesitzers und Politikers Hugh de Fellenberg Montgomery aus dessen Ehe mit Mary Sophia Juliana Maude. Seine Mutter war die jüngste Tochter von Reverend Hon. John Charles Maude (1792–1860) und Enkeltochter von Cornwallis Maude, 1. Viscount Hawarden. Insgesamt hatte Montgomery sieben Brüder und eine Schwester. Zu diesen zählten der spätere Field Marshal und Chef des Imperialen Generalstabs Sir Archibald Montgomery-Massingberd und der spätere Diplomat Sir Charles Hubert Montgomery.
Montgomery besuchte das Eton College sowie die Royal Military Academy Woolwich. 1891 wurde er als Second Lieutenant in das Royal Regiment of Artillery aufgenommen. Während des Zweiten Burenkrieges kam er als Teil einer Feldbatterie zum Einsatz. Hierfür wurde er mit der Queen’s South Africa Medal mit drei Spangen ausgezeichnet. Nach seiner Rückkehr aus Südafrika diente er als Ausbilder am Staff College Camberley. Anschließend wurde Montgomery in das War Office und dann in den Stab des Eastern Command berufen.
Bei Ausbruch des Ersten Weltkriegs diente er im Rang eines Lieutenant-Colonel zunächst als stellvertretender Einschiffungskommandant in Southampton, bevor er nach Frankreich versetzt wurde und dort im Stab der 7. Division diente. Diesen Posten hatte er bis November 1914 inne und wechselte dann zur 8. Division, wo er als stellvertretender Adjutant und Generalquartiermeister diente. Im März 1915 trat er in den Generalstab der British Expeditionary Force (BEF) ein und wurde im August in den temporären Rang eines Brigadier-General befördert und in den Stab des XI. Korps berufen. Im Oktober 1915 wurde er zum stellvertretenden Generalquartiermeister des V. Korps ernannt und blieb bis zum Ende des Krieges im Korpsstab. Montgomery war für die Reorganisation des Versorgungssystems des V. Korps verantwortlich. Nach dem Waffenstillstand im November 1918 blieb er bei den Besatzungstruppen in Deutschland und diente im Stab der britischen Rheinarmee. Später wurde er in den Stab des Southern Command berufen. Am 1. Januar 1924 wurde er zum Major-General befördert. Am 12. Februar 1925 ging er in den Ruhestand.
Nach dem Tod seines Vaters kehrte er nach Nordirland zurück um den Familienbesitz in Blessingbourne bei Fivemiletown im County Tyrone zu verwalten. Später war er für das County Tyrone jeweils Friedensrichter und Deputy Lieutenant. Als Unionist war Montgomery mehrere Jahre Mitglied des Tyrone County Council. Weitere Mitgliedschaften umfassten den Vormundschaftsrat (board of guardians) von Fivemiletown, das Clogher Rural District Council und den regionalen Bildungsausschuss (Regional Education Committee). Letzterem stand er fünf Jahre als Vorsitzender vor.
Ebenso gehörte er der South Tyrone Unionist Association an, war ein Patron der Marie Stopes Clinic in Belfast, war 25 Jahre Präsident des lokalen der Zweiges der British Legion in Fivemiletown und gehörte dem Diözesanrat der Diözese Clogher an. Montgomery war mehrere Jahre ein Direktor der Clogher Valley Railway Company.
1938 gründete er zusammen mit James Caulfeild, 8. Viscount Charlemont die Irish Association for Cultural, Economic and Social Relations. Montgomery engagierte sich den Rest seines Lebens in dieser Organisation, um die Spannungen zwischen den verschiedenen Bevölkerungsgruppen Nordirlands abzubauen.
Er starb am 22. Januar 1954 in Blessingbourne. Seine Beerdigung fand in der Gemeindekirche von Fivemiletown statt und wurde von einer großen Menschenmenge besucht, zu der auch der Premierminister von Nordirland, Basil Brooke, 1. Viscount Brookeborough, gehörte.
Montgomery war seit dem 20. Dezember 1894 mit Mary Massingberd Langton (1871–1950), der zweiten Tochter von Edmund Langton (1841–1875) und dessen Frau Emily Langton Massingberd (1847–1897), verheiratet. Aus der Ehe gingen drei Söhne und drei Töchter hervor, darunter unter anderem der spätere Diplomat Hugh Edmund Langton Montgomery (1895–1971). Der englische Journalist und Genealoge Hugh Montgomery-Massingberd war der Sohn von Montgomerys jüngstem Sohn John (1913–2004).

## Orden und Ehrenzeichen
- Queen’s South Africa Medal mit drei Spangen
- Orden der Heiligen Anna, 3. Klasse (1915)[16]
- Companion des Order of the Bath (1918)[17]
- Companion des Order of St Michael and St George (1919)[18]
- Croix de guerre (1919)[19]
- Offizier der Ehrenlegion (1920)[20]
- Gold Legion Badge der British Legion (1953)[3]